# Matilla de los Caños del Río
Matilla de los Caños del Río település Spanyolországban, Salamanca tartományban. Matilla de los Caños del Río Carrascal de Barregas, San Pedro de Rozados, Vecinos, Villalba de los Llanos, Aldehuela de la Bóveda, Robliza de Cojos és Calzada de Don Diego községekkel határos. Lakosainak száma 613 fő (2024).

## Népesség
A település népessége az elmúlt években az alábbi módon változott:
| Lakosok száma | 705  | 691  | 668  | 658  | 656  | 639  | 640  | 635  | 644  | 613  |
|               | 2001 | 2004 | 2007 | 2009 | 2012 | 2014 | 2017 | 2019 | 2022 | 2024 |